# Robert Bro-berg & dalbana
Robert Bro-berg & dalbana är en CD-box med fyra CD med musikartisten Robert Broberg som innehåller musik från hans 40-åriga karriär.

## Låtlista
Alla låtar är skrivna av Robert Broberg om inget annat anges.

### CD 1 (Första åket)
1. "Robert Bro-berg & dalbana (nu åker vi...)" – 0:41
2. Skiffle medley: – 1:15
  - a) "Wabash Cannonball" (Alvin Carter)
  - b) "Doin' My Time" (Johnny Duncan)
  - c) "Mama Don't Allow It" (John Davenport, Sammy Cahn)
3. "Båtlåt" – 2:21
4. "Mitt lilla fejs och jag" – 1:19
5. "Alla springer omkring och försöker fånga den stora kärleken" – 2:15
6. "Vi har ingen lägenhet" – 3:00
  - Ursprungligen på Helrobban blandar och ger, (1966), här live från Komediteatern (1965).
7. "Det som göms i snö (fling fling)" – 2:00
8. "Snoriga Sture" – 2:20
  - Ursprungligen på 7 bitar Robban + 7 bitar Broberg, (1967), här live från Konserthuset (1997).
9. "Väder-leken (felpratarmonolog)" – 1:51
10. "Medan årstider kommer och går" – 3:01
  - Ursprungligen på 7 bitar Robban + 7 bitar Broberg, (1967), här ny inspelning med Monica Zetterlund (1997).
11. "Koftan" – 1:59
  - Ursprungligen på Helrobban blandar och ger, (1966), här live från V-dala nation i Uppsala  (1965).
12. "Gummimadrassen" – 2:07
13. "Din bild gör mej vild" – 1:32
14. "Maria-Therese" – 2:13
15. "Lajla 1" – 0:59
16. "Elisabeth" – 3:07
17. "Ingela" – 2:12
18. "Ulla-Trapid" – 2:29
19. "Carola" – 2:49
20. "Mariga Mary" – 2:37
21. "Uppblåsbara Barbara" – 2:13
22. "Jag måste hejda mej!" – 2:11

Total tid: 43:11

### CD 2 (Andra åket)
1. "The Pling & Plong-sång" – 1:39
2. "Gubbe Röd (+ Gubbe Grön)" – 2:46
3. "Huppegupptäcksfärd" – 2:56
4. "Tågblås" – 3:15
5. "Järnvägsövergångsång" – 2:55
6. "Ingen BH under blusen / Kom å lek me' mej!" – 3:26
7. "Redan när vi sätter oss till bords" – 4:45
8. "How do you feelmjölk idag?" – 0:40
9. "Allt det gamla har gått i kras för mej" – 0:53
10. "Att ha det taskigt med sej själv i Paris" – 3:35
11. "Lyckan tänder en i sänder" – 2:59
12. "Vill du vara sexualobjekt?" – 1:53
13. "Älskar vi varandra när vi vaknar?" – 2:55
  - Ursprungligen på Raket, (1985), här ny inspelning med Lill Lindfors (1997).
14. "Ensam i den stora bussen" – 2:41
15. "Det finns ett tomrum" – 3:06
16. "Du har Pinochet i garderoben" – 3:43
17. "Sprucken i tusen bitar" – 2:16
18. "Jag skall inte ligga lik" – 3:02
19. "Ingenting är evigt" – 4:03
20. "Jag älskar dej ditt helvete" – 3:48
  - Ursprungligen på Motsättningar, (1979), här live från Globen (1991).

Total tid: 52:36

### CD 3 (Tredje åket)
1. "Lockrop" – 1:53
  - Ursprungligen på Upp igen, (1993), här live från Globen (1991).
2. "Upp igen!" – 2:39
3. "Tom Top" – 2:05
4. "Jag har aldrig varit lyckligare än nu" – 2:25
5. "Vatten" – 2:16
  - Ursprungligen på Kvinna eller man, (1981), här från Höjdare (1990).
6. "Låt mej värma din frusna själ" – 2:04
7. "Everything Disappears" – 3:08
  - Ursprungligen på Windshieldwipers, (1987), här live och duett med Marie Fredriksson från Globen (1991).
8. "Ska man förändra världen" – 0:15
9. "Barhopping (tårar på min kudde nä nä nä)" – 3:20
10. "Här i min skrivmaskin" – 2:23
11. "Likbil" – 3:14
12. "Farbror Anders!" – 1:55
  - Ursprungligen på Motsättningar, (1979), här live från Globen (1991).
13. "Bredaschlade tanter!" – 4:58
14. "Dansa! dansa! dansa!" – 2:55
15. "Beachparty" – 3:51
16. "Kärlekssaksaffär" – 2:10
  - Ursprungligen på Raket, (1985), här live från Globen (1991).
17. "Nytt personligt rekord!" – 0:13
  - Live från Komediteatern (1988).
18. "Vinna eller försvinna" – 2:21
  - Live från Komediteatern (1988).
19. "1983 års ängel" – 3:08
20. "Ta på dej den röda jumpern baby!" – 2:22
  - Ursprungligen på Raket, (1985), här i ny remix från Höjdare (1990).

Total tid: 46:15 

### CD 4 (Fjärde åket)
1. "Målet är ingenting – vägen är allt" – 4:03
  - Ursprungligen på Morot, (1988), här ny inspelning (1997).
2. "Spring inte så fort pappa" – 1:46
3. "Just där havet möter stranden" – 2:04
  - Ursprungligen på Morot, (1988), här live och duett med Pernilla August från Komediteatern (1988).
4. "Solen" – 2:37
  - Ursprungligen på Målarock, (1993), här live från Globen (1994).
5. "Bara idag" – 0:41
6. "Kom å killa mej på ryggen" – 1:55
  - Ursprungligen på Morot, (1988), här live från Globen (1991).
7. "Utskitet äppelmosblues" – 3:03
  - Ursprungligen på Målarock, (1993), här live från Globen (1994).
8. "Somna (aldrig o-)sams" – 2:43
  - Ursprungligen på Flygeltur, (1989), här ny inspelning (1997).
9. "Får jag doppa min mjukglass i din strössel?" – 2:38
  - Ursprungligen på Målarock, (1993), här live från Globen (1994).
10. "När du kammar ditt hår" – 1:47
11. "Jag tror på kärleken" – 2:53
12. "Om kärleken va' statsminister!" – 2:10
  - Ursprungligen på Målarock, (1993), här live från Globen (1994).
13. "Bättre vara ute på hal is och ha det glatt – (än att gå i lera och sörja!)" – 3:21
  - Ursprungligen på Morot, (1988), här ny inspelning (1997).
14. "Ett stort glas vin" – 3:14
  - Singel, (1994), här i alternativ mix av Kaj Eriksson.
15. "På fri fot!" – 2:35
  - Ursprungligen på Målarock, (1993), här live från Globen (1994).
16. "Öken" – 5:11
17. "Mitt Rock 'N' Roll Home i Stockholm" – 4:46
  - Ursprungligen på Dubbelsångare, (1996), här live från TV 4's Nyhetsmorgon (1996).
18. "Mitt galleri finns det inga galler i" – 1:55
19. "Målarock" – 3:06
20. "Vänta! Nu har jag kommit fram till" – 0:26
21. "Robert Bro-berg & dalbana (vidare i nya linjer och kurvor...)" – 3:37

Total tid: 52:31